# Nadleśnictwo Starachowice
Nadleśnictwo Starachowice – samodzielna jednostka organizacyjna Lasów Państwowych w Regionalnej Dyrekcji Lasów Państwowych w Radomiu z siedzibą w Starachowicach.

## Ogólna charakterystyka Nadleśnictwa
Nadleśnictwo Starachowice jest jednym spośród 23 nadleśnictw wchodzących w skład Regionalnej Dyrekcji Lasów Państwowych w Radomiu. Sąsiaduje od północy z Nadleśnictwem Marcule, od południa z Nadleśnictwem Ostrowiec Świętokrzyski, natomiast od zachodu z Nadleśnictwem Skarżysko. Lasy Nadleśnictwa Starachowice stanowią zwarty kompleks, który wraz z lasami nadleśnictw Marcule i Ostrowiec Świętokrzyski stanowi część wielkiego kompleksu tzw. „Lasów Iłżeckich” będących pozostałością dawnej Puszczy Iłżeckiej. Układ naturalny na tym obszarze został przekształcony przez intensywną gospodarkę leśną, która w przeszłości była ukierunkowana na osiąganie celów produkcyjnych, zaspokajających potrzeby rozwoju przemysłowego i urbanistycznego regionu. Powierzchnia jakimi zarządza Nadleśnictwo to 14651,90 ha, w tym 14466,66 ha powierzchni pokrytej lasami. Największa część lasów Nadleśnictwa Starachowice pełni funkcję ochronną (pow. 13892,35 ha), natomiast lasy gospodarcze (45,85 ha) oraz rezerwaty (39,42 ha) występują na niewielkim obszarze.
Według regionalizacji przyrodniczo-leśnej, lasy Nadleśnictwa Starachowice położone są w krainie Małopolskiej (VI), dzielnicy – Radomsko-Iłżeckiej (VI.3), mezoregionie – Przedgórza Iłżeckiego (VI.3.b) oraz dzielnicy – Gór Świętokrzyskich (VI.2), mezoregionie – Puszczy Świętokrzyskiej (VI.2.a).

## Udział siedlisk leśnych w Nadleśnictwie
według grup żyzności:
- siedliska borowe 3999,49 ha 28,6%
- siedliska lasowe 7011,39 ha 50,2%
- siedliska borowe wyżynne 753,89 ha 5,4%
- siedliska lasowe wyżynne 2212,01 ha 15,8%

według stopni uwilgotnienia:
- świeże 11391,76 ha 81,5%
- wilgotne 2515,97 18,0%
- bagienne 69,05 ha 0,5%

Gatunkiem panującym w Nadleśnictwie Starachowice jest sosna zwyczajna, której udział wynosi 85%. Występuje jako gatunek panujący na siedliskach borowych (Bśw, Bw, BMśw). Na siedliskach lasowych przy współudziale takich gatunków jak brzoza, modrzew, dąb, świerk, jodła. Sosna zwyczajna jest również gatunkiem dominującym.

## Procentowy udział powierzchniowy według gatunków
- buk – 0,23%
- jodła – 6,94%
- dąb – 3,68%
- świerk – 0,06%
- grab – 0,38%
- modrzew – 0,4%
- brzoza – 2,05%
- sosna – 84,73%
- olsza – 1,35%
- osika – 0,18%

## Przeciętna zasobność drzewostanów nadleśnictwa
- Obręb Lubienia: 265 m³/ha
- Obręb Starachowice: 246 m³/ha

## Rezerwaty przyrody
Bogactwo siedlisk przyrodniczych oraz zamieszkujących je przedstawicieli flory i fauny pozwoliło na wyznaczenie na terenie Nadleśnictwa obszarów objętych ochroną prawną w celu zachowania mało zmienionych ekosystemów, cennych gatunków roślin i zwierząt.
- rezerwat przyrody Rosochacz
- rezerwat przyrody Skały pod Adamowem – rezerwat przyrody nieożywionej
- Uroczyska Lasów Starachowickich na powierzchni około 2350 ha – obszar ochrony siedlisk w ramach sieci Natura 2000

## Klimat
Klimat: jest urozmaicony mając charakter przejściowy od oceanicznego Europy Zachodniej do kontynentalnego Europy Wschodniej. Kontrastowość tego klimatu przejawia się szczególnie w okresie późnej jesieni i na przedwiośniu. Średnia temperatura roczna +7,8 °C. Okres wegetacyjny trwa średnio 205 dni ze średnią temperaturą + 12,9 °C. Opady roczne średnio wynoszą 633 mm.

## Przeciętny wiek drzewostanów w nadleśnictwie
- Obręb Lubienia: 69 lat
- Obręb Starachowice: 65 lat

## Procentowy udział powierzchni drzewostanów według klas wieku
- I klasa wieku – 11%
- II klasa wieku – 13%
- III klasa wieku – 14%
- IV klasa wieku – 23%
- V, VI, VII, VIII klasa wieku – około 26% ogółu drzewostanów

## Zespoły leśne na terenie Nadleśnictwa Starachowice
Zdecydowanie przeważają siedliska świeże, zajmujące 81,5% powierzchni. Siedliska wilgotne zajmują 18%, natomiast bagienne i łęgowe tylko 0,5%. 
Na terenie Nadleśnictwa Starachowice występuje kilka bardzo rzadkich zespołów leśnych:
- wyżynny jodłowy bór mieszany
- grąd subkontynentalny
- łęg jesionowo-olszowy
- łęgi wierzbowo-topolowe

Siedliska zostały objęte programem Natura 2000 w celu ich zachowania i ochrony. Spośród czterech wymienionych zespołów największą powierzchnię zajmuje wyżynny jodłowy bór mieszany, natomiast najmniejszy obszar zajmują łęgi jesionowo-olszowy i wierzbowo-topolowe.
Na terenie Nadleśnictwa występują ponadto takie zespoły leśne jak:
Siedliska terenów nizinnych:
- Leucobryo – Pinetum – subkontynentalny bór sosnowy świeży
- Molinio cuerulae – kontynentalny bór mieszany
- Querco roboris – Pinetim – kontynentalny bór mieszany
- Vaccinio uliginosi – Pinetum molinietosum – bór sosnowy bagienny
- Abietetum polonicum typicum – wyżynny jodłowy bór mieszany
- Tilio carpinetum typicum – grąd subkontynentalny
- Ols torfowy, odmiana środkowoeuropejska
- Ribes nigri – Alnetum – ols porzeczkowy

Siedliska terenów wyżynnych
- Querco roboris – Pinetum – kontynentalny bór mieszany świeży
- Abietetum polonicum typicum – wyżynny jodłowy bór mieszany
- Tilio – carpinetum typicum – grąd subkontynentalny
- Abietetum polonicum circaetosum – wyżynny jodłowy bór mieszany podzespół wilgotny

## Literatura
- Matuszkiewicz J. M., 2001: Zespoły leśne Polski. PWN. Warszawa;
- Matuszkiewicz W., 2005: Przewodnik do oznaczania zbiorowisk roślinnych Polski. PWN. Warszawa;
- Trampler T., Kliczkowska A., Dmyterko E., Sierpińska A.,1990. Regionalizacja przyrodniczo-leśna. PWRiL. Warszawa;
- Program Ochrony Przyrody dla Nadleśnictwa Starachowice z Planu Urządzania Lasu sporządzonego na lata 2007- 2014 przez Biuro Urządzania Lasu i Geodezji Leśnej;
- Elaborat siedliskowy, N-ctwo Starachowice, Radom 2006.